# Margaret Russell
Margaret Russell (* um 1935, geborene Margaret Foord) ist eine australische Badmintonspielerin.

## Karriere
Margaret Russell siegte 1954, 1955, 1957, 1958 und 1961 bei den nationalen Titelkämpfen in Australien. Für Australien startete sie 1953, 1957, 1959 und 1961 bei der Whyte Trophy.

## Sportliche Erfolge
| Saison | Veranstaltung                     | Disziplin   | Platz | Name                            |
| ------ | --------------------------------- | ----------- | ----- | ------------------------------- |
| 1954   | Australien: Einzelmeisterschaften | Damendoppel | 1     | Peggy Grant / Margaret Foord    |
| 1955   | Australien: Einzelmeisterschaften | Mixed       | 1     | Stan Russell / Margaret Foord   |
| 1957   | Australien: Einzelmeisterschaften | Dameneinzel | 1     | Margaret Russell                |
| 1958   | Australien: Einzelmeisterschaften | Dameneinzel | 1     | Margaret Russell                |
| 1961   | Australien: Einzelmeisterschaften | Mixed       | 1     | Stan Russell / Margaret Russell |

## Referenzen
- Annual Handbook of the International Badminton Federation, London, 28. Auflage 1970, S. 110–112

| Personendaten    | Personendaten                   |
| ---------------- | ------------------------------- |
| NAME             | Russell, Margaret               |
| ALTERNATIVNAMEN  | Foord, Margaret (Geburtsname)   |
| KURZBESCHREIBUNG | australische Badmintonspielerin |
| GEBURTSDATUM     | um 1935                         |